# Ракетные крейсера типа «Калифорния»
«Калифорния» — тип атомных ракетных крейсеров флота США. Всего построено 2 единицы: «Калифорния» (CGN-36 California) и «Южная Каролина» (CGN-37 South Carolina). Предполагалось строительство ещё 3 кораблей этого типа, но в итоге финансовые средства были выделены на проект «Вирджиния» — развитие крейсеров типа «Калифорния». Основным предназначением являлось ПВО авианосных соединений.
Оба корабля были списаны в 1999 году.

## Служба
«Калифорния» — заложен 23 января 1970 г., спущен 22 сентября 1971 г., вступил в строй 16 февраля 1974 г.
«Саут Кэролайн» — заложен 1 декабря 1970 г., спущен 1 июля 1972 г., вступил в строй 25 января 1975 г.